# Oliver Langton
Oliver Langton   (Leeds, 1906 - 1978) va ser un pilot de speedway anglès de renom durant la dècada del 1930. El seu germà petit, Eric Langton, fou un dels pilots de speedway més populars de la seva època i va destacar a escala internacional. De jove, Oliver Langton va competir en trial i el 1927 en va guanyar una de les proves més dures, l'Scott Trial, just un any abans que el guanyés el seu germà. Més tard va dedicar-se al speedway i va córrer amb l'equip Belle Vue Aces de Manchester al costat del seu germà entre 1928 i 1939. Tots dos van adquirir aviat una gran experiència i renom en aquest esport no només a Anglaterra, sinó també a Austràlia i Argentina.